# Skyfall (пісня Адель)
«Skyfall» (укр. Небосхил) — тематична пісня для фільму 007: Координати «Скайфолл» (2012), яку написала та виконала британська соул-співачка Адель. Сингл вийшов 5 жовтня 2012.

## Список композицій
Цифрове завантаження
1. «Skyfall» — 4:49

Великобританський CD-сингл / 7" грамофонна платівка
1. «Skyfall» — 4:49
2. «Skyfall» (Instrumental) — 4:46

## Чарти
Тижневі чарти
| Чарт (2012—2013)                                             | Позиція |
| ------------------------------------------------------------ | ------- |
| Австралія (ARIA)                                             | 5       |
| Австрія (Ö3 Austria Top 40)                                  | 2       |
| Бельгія (Фландрія) (Ultratop)                                | 1       |
| Бельгія (Валлонія) (Ultratop)                                | 1       |
| Бразилія (Billboard Brasil Hot 100) (Billboard Brasil)       | 25      |
| Бразилія (Hot Pop Songs) (Billboard Brasil)                  | 3       |
| Канада (Canadian Hot 100) (Billboard)                        | 3       |
| Чехія (Rádio Top 100) (IFPI)                                 | 1       |
| Данія (Tracklisten)                                          | 2       |
| Фінляндія (Suomen virallinen lista)                          | 15      |
| Франція (SNEP)                                               | 1       |
| Німеччина (GfK Entertainment Charts)                         | 1       |
| Греція (Digital Songs) (Billboard)                           | 1       |
| Угорщина (Rádiós Top 40) (Mahasz)                            | 1       |
| Угорщина (Single Top 40) (Mahasz)                            | 1       |
| Ісландія (RÚV)                                               | 2       |
| Ірландія (IRMA)                                              | 1       |
| Ізраїль (Media Forest)                                       | 1       |
| Італія (FIMI)                                                | 1       |
| Японія (Japan Hot 100)                                       | 20      |
| Ліван (The Official Lebanese Top 20) (Ipsos)                 | 1       |
| Люксембург (Luxembourg Digital Songs) (Billboard)            | 1       |
| Мексика (Mexico Anglo) (Billboard)                           | 21      |
| Нідерланди (Dutch Top 40) (MegaCharts)                       | 1       |
| Нідерланди (Single Top 100) (MegaCharts)                     | 1       |
| Нова Зеландія (RIANZ)                                        | 2       |
| Норвегія (VG-lista)                                          | 7       |
| Польща (Airplay Top 100) (ZPAV)                              | 5       |
| Португалія (Digital Songs) (AFP)                             | 2       |
| Шотландія (Official Charts Company)                          | 3       |
| Словаччина (Rádio Top 100) (IFPI)                            | 5       |
| Іспанія (PROMUSICAE)                                         | 4       |
| Швейцарія (Schweizer Hitparade)                              | 1       |
| Південна Корея (International Chart) (Gaon Music Chart)      | 1       |
| Велика Британія (UK Singles Chart) (Official Charts Company) | 2       |
| США (Billboard Hot 100)                                      | 8       |
| США (Adult Contemporary) (Billboard)                         | 11      |
| США (Adult Top 40) (Billboard)                               | 14      |
| США (Dance Club Songs) (Billboard)                           | 10      |
| США (Mainstream Top 40) (Billboard)                          | 37      |
| США (Rock Airplay) (Billboard)                               | 37      |

## Сертифікація та продажі
| Країна                        | Сертифікат (таблиця продажів та сертифікатів) | Продажі    |
| ----------------------------- | --------------------------------------------- | ---------- |
| Австралія (ARIA)              | Золото                                        | +35,000    |
| Бельгія (BEA)                 | Платина                                       | +30,000    |
| Канада (Music Canada)         | 5× Платина                                    | +400,000   |
| Данія (IFPI)                  | Платина                                       | +30,000    |
| Фінляндія (Musiikkituottajat) | Золото                                        | 5,214      |
| Німеччина (BVMI)              | Платина                                       | +400,000   |
| Італія (FIMI)                 | 2× Платина                                    | +60,000    |
| Мексика (AMPROFON)            | 2× Платина                                    | +120,000   |
| Нова Зеландія (RMNZ)          | Золото                                        | +7,500     |
| Велика Британія (BPI)         | Платина                                       | +808,000   |
| США (RIAA)                    | 2× Платина                                    | +2,000,000 |